# Rabothytta

Rabothytta är Den norske turistforeningens "hytte" nummer 500. Turiststugan är den högst belägna i Nord-Norge på en höjd av 1200 meter över havet. Den ligger på norra sidan av Okstindbreen.
Hemnes turistforening var initiativtagare till projektet. Huset har ritats av Jarmund/Vigsnæs AS Arkitekter i Oslo. För att tåla det hårda klimatet uppe vid Okstindbreen har använts fönster med säkerhetsglas och aluminiumfoder. Som trä har använts tätvuxen gran från trakten såväl i ytterväggar som i innerpanel och golv, obehandlat exteriört. Byggnadsmaterialet transporterades upp med omkring 400 helikopterturer från Leirbotn upp till Rabothytta. Stugan, som har 30 sängplatser, öppnade 2014.
Rabothytta har fått sitt namn efter den franske geologen och turisten Charles Rabot. Han var den första som besteg Oksskolten och kartlade i slutet av 1800-talet området runt berget.